# Tobolszk
Tobolszk (oroszul: Тобольск) város Oroszországban, Nyugat-Szibériában, az Irtis folyó partján. Közigazgatásilag a Tyumenyi területhez tartozik, járási székhely. Szibéria egyik legrégibb orosz alapítású városa, a 18. század elejéig a szibériai orosz területek katonai, egyházi és közigazgatási központja volt.
Lakossága: 99 694 fő (a 2010. évi népszámláláskor), melyből 73 033 orosz, 15 843 tatár és 1 795 ukrán. Az 1989-es népszámláláskor a lakosság 74%-a orosz, 14%-a tatár, 3,3%-a ukrán nemzetiségű volt.

## Fekvése
Tobolszk a Nyugat-szibériai-alföld, tajgával és mocsarakkal borított vidékén, az Irtis és legnagyobb mellékfolyója, a Tobol találkozásától kicsit északra, az Irtis jobb partján fekszik, Tyumeny városától országúton 254 km-re. Délen és nyugaton a folyó, keleten több mély árok és vízmosás határolja, ezért az óvárostól észak felé, a folyó mentén kb. 10 km hosszan húzódik. A városképet messziről uraló Kreml a folyó kanyarulata fölötti magaslatra épült, a történelmi városmag másik része a 60 m-rel alacsonyabb ártéri részt foglalja el.

## Népessége
| Lakosok száma | 13 279 | 18 361 | 24 500 | 39 034 | 78 000 | 97 000 | 101 100 | 99 700 | 98 886 | 99 454 |
|               | 1782   | 1863   | 1913   | 1959   | 1986   | 1999   | 2005    | 2011   | 2017   | 2024   |

## Történeti áttekintés
A vidék a 15-16. században a szibériai tatár kánság központi területe volt. Az 1580-as években kozák csapatok keltek át az Urálon, Kucsum kán csapatait legyőzték, elfoglalták és lerombolták székhelyét, Iszkert (más néven Szibir vagy Kaslik, a mai várostól 18 km-re) és 1587-ben erődítményt építettek. 1610 körül az erődöt új helyen, az Irtis magas jobb partján építették fel, ahol korábban valószínűleg tatár település állt. A víziutak kereszteződésénél fekvő Tobolszk gyorsan növekedett, a további hódítások kiindulópontja, a jaszak (főként prémekben fizetendő adó) beszedésének helye és a kereskedelem központja lett. A gerendaváros a 17. század folyamán többször is leégett. Az 1680-as tűzvész után kőből építették fel előbb a Szófia-katedrálist, majd a Kreml védműveit és legfontosabb polgári célú épületeit is. A 18. század elején megjelentek az első manufaktúrák, fegyverkovács- és bőrfeldolgozó műhelyek létesültek.
Tobolszk 1708-tól város és a nagy kiterjedésű Szibériai kormányzóság, – gyakorlatilag a szibériai orosz földek – központja lett. Itt írták az első szibériai évkönyveket, itt nyíltak az Urálon túli első egyházi, katonai iskolák, itt alapítottak először színházat (1705-ben egyházit, az 1780-as években hivatásos polgárit) és nyomdát, itt nyomtatták az első szibériai könyvet (1789), itt jelent meg az első szibériai újság.

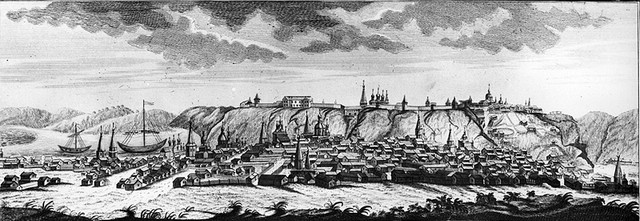
Tobolszk, metszet a 18. századból, A. Ehlert szibériai expedíciókról írott munkájához

Miután a kelet felé vezető legfontosabb útvonal délebbre helyeződött át, és különösen miután később a megépülő vasút is messze elkerülte, a város gyorsan veszített jelentőségéből. 1796 és 1919 között már nem egész Szibéria, hanem csak a Tobolszki kormányzóság székhelye volt, és a kormányzóság területét is egyre csökkentették. A 19. századra Nyugat-Szibéria központja Tobolszk helyett végleg Omszkba helyeződött át. A vidéki város a száműzetések egyik helyszíne lett, gazdasági életébe csak nyaranta, a hajózási idény megindulása hozott némi élénkséget. A lakosság fő foglalkozása a halászat, valamint a szűcs- és kesztyűkészítő mesterség volt, a 20. század elején hajójavító műhelyek, szeszgyárak, szappanfőzdék működtek a városban.
A polgárháborús idők legismertebb eseménye, hogy itt tartották fogva II. Miklós cárt és családjának tagjait, mielőtt elindultak volna utolsó útjukra Jekatyerinburgba. 1923-tól Tobolszk járási székhely, az 1930-as években a politikai elítéltek fogvatartásának egyik helyszíne volt. A város történetének 20. századi fordulópontját jelentette a nyugat-szibériai szénhidrogénmezők felfedezése. Tyumenyből az 1970-es évek elején Tobolszkon át épült meg a Szurgut felé vezető vasútvonal, mely végre bekapcsolta a várost az ország vérkeringésébe.

## A mai város
A város felső, magaslati részét a Kreml uralja. Falain túl következnek az 1960–70-es években létesített lakótelepek, kissé távolabb a következő két évtizedben épített kerületek és a város alapításának 400. évfordulójára kialakított új városközpont. A régi alsóváros fokozatosan elvesztette korábbi központi szerepét.

### Gazdaság
A város legfontosabb iparvállalata a Tobolszki Olajvegyészeti Kombinát. 1974-ben kezdték építeni a városközponttól 10 km-re. Az 1990-es években privatizált gyáróriás egyik társtulajdonosát, az igazgatótanács elnökét 1998-ban egy merényletben megölték, később az irányítás a SZIBUR petrolkémiai holding kezébe került, a vállalatot ma is ez a csoport birtokolja. A 44 hektáros területen eredetileg több gyár megépítését tervezték, de ez nem valósult meg. Jelenleg a kombinát termékeinek nagy részét más városokban (pl. Voronyezsben, Togliattiban) műgumi gyártásánál használják fel. Ezen kívül főként cseppfolyósított propán-butánt, kisebb részben autóbenzinhez adalékanyagokat állítanak elő. A SZIBUR holding a városban polietilén és polipropilén gyártását készíti elő. Az új vegyipari kombinát építése 2007-ben kezdődött, átadása 2011-ben várható.
A gyáróriás mellett a városban mintegy 70 jelentősebb iparvállalat működik, zömmel a hagyományos ágazatokban, amilyen például a hajóépítés, a cipőgyártás, a fafeldolgozás, az építőanyag-ipar, a szeszipar, az élelmiszeriparon belül főként a halászat és halfeldolgozás. A gazdaság egyik fontos ága az idegenforgalom is, a várost Nyugat-Szibéria egyik turisztikai központjává kívánják fejleszteni.

### Közlekedés
A városból országút vezet a területi központba, Tyumenybe, illetve északra Hanti-Manszijszkba. A vasút Tyumenyen keresztül az ország központi vidékeivel, észak felé Szurguttal, valamint az olaj- és gázkitermelés városaival: Nyizsnyevartovszkkal és Novij Urengojjal biztosít kapcsolatot.
Tobolszk repülőtere csak kisebb repülőgépek fogadására képes. Az Irtis és a Tobol hajózható, az Irtisen a hajózási idény mintegy hat hónapig tart.
A helyi közlekedés fő eszköze az autóbusz, a szomszédos kistelepülések is buszjáratokkal érhetők el. A város egy kisebb része a bal parton épült ki (Bekerovo), és mivel itt nincs közúti híd, nyáron komppal, télen a befagyott folyó jegén lehet átkelni a központba.

### Kultúra, felsőoktatás
Tobolszkban hét felsőoktatási intézmény, zömmel más városok egyetemeinek filiáléi működnek. A volt fiúgimnázium épületében működő tanárképző főiskola jogelődjét 1916-ban alapították, a főiskola 1969-ben vette fel D. I. Mengyelejev nevét.
A város első múzeumát 1870-ben alapították, külön erre a célra emelt épületét 1889-ben nyitották meg. 1925-ben a Kreml főpapi házába költöztették át. Az 1961-ben létrehozott Állami Történeti és Építészeti Múzeum felügyelete alá kerültek a város műemlékei is. Részlegei többek között néprajzi, régészeti gyűjtemény, kézirat-, régi nyomtatvány- és fotótár, a cári család tárgyainak gyűjteménye található. Kiállításai: II. Miklós múzeuma és emlékszobája, könyvmúzeum, szépművészeti múzeum, börtönmúzeum (a 19. század közepén emelt épületekben).
A régi városi színház faépítésű, gazdagon díszített épülete 1991-ben teljesen leégett.

### Nevezetességek
A városban 300 különféle történeti, régészeti és műemléket tartanak nyilván, közülük 35 országos jelentőségűnek számít.
- A Kreml Tobolszk legismertebb épületegyüttese. Ez az egyetlen kőből épített kreml egész Szibériában. Műemlékei sokáig a helyi múzeum felügyelete alatt álltak, az 1990-es évek elején a terület egy részét az egyháznak adták át. Itt kapott helyet a püspöki rezidencia és a papi szeminárium. A Kreml legfontosabb építményei, műemlékei:

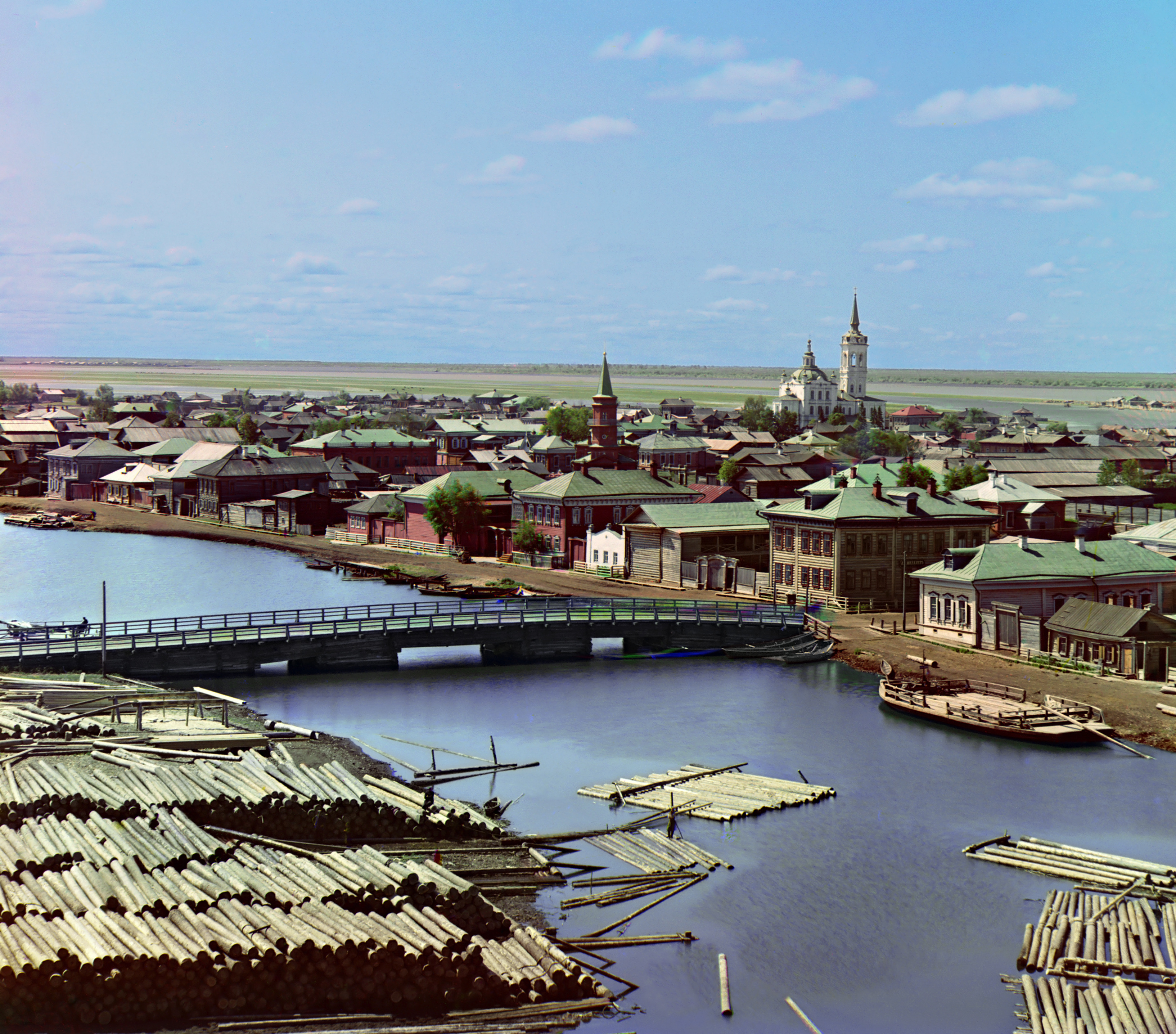
Tobolszk a Mennybemenetel-katedrális harangtornyából. Szergej Mihajlovics Prokugyin-Gorszkij színes fotója az 1909–1915 közötti évekből

- A falak és bástyák a faerődöt elpusztító 17. századi tűzvészek sora után, a 18. század elején készültek. Építésükben részt vettek az északi háborúban foglyul ejtett svéd katonák is. Az idők során a falak megcsúsztak, leomlottak vagy beépítették őket. A mai falak az 1960-as évek újjáépítésének eredményei, magasságuk néhol a 15 m-t is eléri.
- A Mennybemenetel- későbbi nevén Szófia-katedrális (Szofijszko-Uszpenszkij szobor) Szibéria legrégibb kőtemploma, a 17. századi szibériai orosz földek egyházi központja volt. Egy korábbi fatemplom helyén emelték 1683–1686 között. Eredetileg is öt kupolával készült, ezeket később barokkos elemekkel díszítették. 75 m magas harangtornya a 18. század végéről való.
- A Mária oltalma-katedrális (Pokrovszkij szobor) a 18. század közepén épült, egy évszázaddal később kibővítették.
- Az egykori főpapi ház (1770-es évek), ma a helyi múzeum központi épülete.
- Kereskedők udvara (Gosztyinij dvor) (1703–05), csipkézett bástyákkal, belső udvarral ellátott erődszerű építmény. Az idők során bíróság, börtön, tüzérségi raktár céljára egyaránt használták.
- Rentereum, más néven „Svéd palota” (1714–16), mivel építésénél svéd foglyok dolgoztak. Az épület a Kreml főbejárata fölött ível át, eredetileg az adóként beszedett prémek raktára volt.
- Az alsóváros legrégebbi épületegyüttese a 16. század végén alapított Znamenszkij-kolostor volt, melynek azonban csak néhány 18. századi épületrésze maradt fenn. A városrészt a lebontástól megmenekült néhány barokk temploma mellett főként régies hangulatú utcái, 1–2 emeletes klasszicista és barokk stílusú lakóházai (köztük a kereskedői magisztrátus épülete az 1750-es évekből, a kormányzó háza 1788-ból), régi kereskedőházai, korai alapítású gimnáziumi épületei, fából készült 19–20. századi magánházai jellemzik.
- A város közvetlen környékén is több kolostor, műemlék épület található, ilyen az 1653-ban alapított Ivanovi- (régiesen: Ioannovi-) kolostor és Abalak falu kolostora a 17. század végén épült Znamenszkij-katedrálissal.

### A város szülöttei
- Dmitrij Ivanovics Mengyelejev természettudós, vegyész
- Vaszilij Grigorjevics Perov festő
- Rahim Ruszlanovics Csahkijev olimpiai bajnok ökölvívó
- Jurij Szergejevics Oszipov matematikus

### Itt raboskodtak vagy száműzetésük során átutaztak
- Avvakum protopópa (17. század)
- Benyovszky Móric, utazó (1770 január 10. - február 14.)
- Alekszandr Nyikolajevics Ragyiscsev, író (1791)
- Grigorij Iljics Novickij (18. század)
- Az 1825-ös dekabrista felkelés számos résztvevője, közülük heten az itteni temetőben vannak eltemetve
- Fjodor Mihajlovics Dosztojevszkij (1850 januárjában)
- Vlagyimir Galaktyionovics Korolenko (1881)
- II. Miklós, az utolsó orosz cár és családja (1917-18)
- Tobolszkban töltötte hadifogságának néhány évét 1915-től Zsirai Miklós, a finnugrisztika kiváló hazai művelője